# Elektroosmóza
Elektroosmóza je zkrácené označení pro elektroosmotický tok. Běžně se též používá zkratka EOF (z anglického electro-osmotic flow). Jedná se o jednu z hybných sil kapilární elektroforézy. Vzniká ionizací silanolových skupin na vnitřní straně kapiláry (při pH > 3). V důsledku této ionizace se vnitřní stěna kapiláry chová, jako by měla negativní náboj.
Tento negativní náboj přitahuje kationty z roztoku, které migrují ke katodě. Vzhledem k malým rozměrům kapiláry s sebou strhávají i anionty, které migrují také ke katodě (za předpokladu, že mobilita EOF je větší, než mobilita aniontů). Díky elektroosmotickému toku je tedy v kapilární elektroforéze možné stanovit současně kationty i anionty.
Elektroosmotický tok lze různě modifikovat. Lze jej potlačit např. pomocí nízkého pH (nedojde k ionizaci silanolových skupin). Další možností je modifikace silanolových skupin, např. kovalentním navázáním neutrálního polymeru. EOF lze také otočit a to např. přídavkem vhodné látky kationické povahy (např. CTAB).
V současné době[kdy?] je intenzivně zkoumána i tzv. střídavá elektroosmóza,[zdroj?] která může být použita pro čerpání elektrolytů kapilárami.
Do stěny kapiláry jsou zavedeny dvojice resp. n-tice stejně velikých koplanárních (v jedné rovině umístěných) elektrod buzených střídavým elektrickým polem. Pokud jsou budící signály navzájem vhodně fázově posunuté, vznikne v elektrolytu vlna (fronta - travelling-wave), která způsobí pohyb elektrolytu.